# 苻菁
苻 菁（ふ せい、? - 355年）は、五胡十六国時代前秦の皇族。初代皇帝の苻健の甥（長兄の子）にあたる。兄に苻黄眉、弟に苻重・苻洛らがいる。

## 生涯
祖父の蒲洪は後趙に仕え、氐族を束ねて枋頭に勢力を築いていた。
350年3月、蒲洪改め苻洪が亡くなると叔父の苻健が後を継ぎ、苻菁は揚武将軍に任じられた。
8月、京兆の豪族杜洪は長安に拠って東晋の征北将軍・雍州刺史を自称すると、漢人・胡人問わず多くの者がこれに帰順した。苻健は関中の平定を目論んで全軍を挙げて西進すると、苻雄と共に潼関へ進み、苻菁は別動隊を率いて軹関より河東に入った。出発する際、苻健は苻菁の手をとると「もし勝利出来なくば、汝は河北で死に、我は河南で死に、再び相見える事は無いであろう」と告げた。苻菁は河を渡ると橋を焼き払い、転戦して進んだ。苻菁の侵攻により、城砦は次々と降伏した。杜洪は大いに恐れ、長安を固く守った。9月、苻菁が渭北に進むと、杜洪は征虜将軍張先（張琚の弟）に迎え撃たせたが、陰盤においてこれを撃破し、張先を捕らえた。さらに渭北諸城を攻略し、その尽くを降伏させた。これにより、三輔の郡県は尽くが苻健の傘下に入った。11月、前秦軍は長安に入城を果たした。
351年1月、苻健が天王・大単于の位に即くと、国号を大秦と定めて東晋から自立した（前秦の成立）。苻菁はこれまでの功績により、衛大将軍に任じられ、平昌公に封じられた。また、二宮の宿衛を任せられた。352年1月、苻健が帝位に即くと、平昌王に進封された。
5月、東晋の豫州刺史謝尚・并州刺史姚襄が前秦の征東大将軍張遇の守る許昌へ侵攻すると、苻菁は苻雄と共に関東の地を攻略し、同時に歩騎2万を率いて張遇救援に向かった。潁水の誡橋において東晋軍と交戦となったが、苻菁らは大勝を挙げ、1万5千の兵を討ち取った。さらに、勝ちに乗じて進撃して東晋軍の砦門に到達すると、大半の兵を殺傷し、謝尚らを淮南へ敗走させた。
353年2月、前涼君主張重華は征虜将軍王擢と将軍張弘・宋脩に1万5千の騎兵を与え、前秦へ侵攻させた。苻菁は苻雄と共に龍黎においてこれを返り討ちにし、1万2千の首級を挙げ、張弘・宋脩を捕らえて長安へ送った。王擢は秦州を放棄して姑臧に撤退した。
6月、苻飛が仇池の氐王楊初に敗れると、苻菁は苻雄と共に歩騎4万を率いて隴東に駐屯した。9月、苻雄と共に長安に帰還すると、苻菁は上洛郡へ侵攻してこれを攻略した。
354年2月、東晋の征西大将軍桓温が長安攻略を目指して北伐を敢行し、歩騎併せて4万を率いて江陵を出発した。3月、桓温が上洛・青泥を陥落させると、苻菁は苻萇・苻雄・苻生・苻碩らと共に5万の兵を率いて迎撃に向かい、嶢柳・愁思堆に駐屯した。4月、前秦軍は藍田において桓温と交戦となったが、桓温に大敗を喫した。これにより長安城南へ後退し、守備を固めて桓温の侵攻を阻んだ。6月、桓温は兵糧不足により撤退を開始すると、苻菁らは桓温を追撃し、潼関において幾度も破り、数万を討ち取った。
7月、桓温撃退の功績により、苻菁は司空に任じられた。355年4月、太尉・尚書令に任じられた。
6月、苻健は病床に伏せるようになると、苻菁は兵を率いて東宮に入り、苻生を殺して自立を図ろうとした。この時、苻生は西宮において看病に当たっていたので、これを見た苻菁は既に苻健が死んだものと考え、東掖門を攻撃した。苻健は変事を聞くと、端門に登って兵を成立させて自衛した。苻菁の兵は苻健を見ると大いに恐れ、みな武器を捨てて逃散してしまった。これにより苻菁は捕らえられ、罪状を数え上げてから処刑された。